# Tournissan
Tournissan é uma comuna francesa na região administrativa de Occitânia, no departamento de Aude. Estende-se por uma área de 11,53 km². Em 2010 a comuna tinha 277 habitantes (densidade: 24 hab./km²).